# Kasteel van Opprebais
Het Kasteel van Opprebais (Frans: Château-ferme d'Opprebais) is een kasteelboerderij in de deelgemeente Opprebais van Incourt. De kasteelhoeve is gelegen op een verhoging en dateert waarschijnlijk uit de 13e eeuw. 

## Geschiedenis
Het kasteel was oorspronkelijk een fort in de verdedigingslinie van het hertogdom Brabant, zoals ook het Kasteel van Corroy-le-Château en die van Gembloers, Sombreffe en Walhain). De eerste vermelding van een kasteel in Opperbeek dateert uit 1440, als eigendom van Samson de Lalaing, hoewel de oudste delen al uit de 13e eeuw dateren.. 
In oorsprong bestond het uit niet meer dan een donjon, een neerhof en een palissade. In een volgende fase kwam er vierkante ommuring met vier ronde torens en een toegangspoort zoals nu nog te zien is. Het werd in 1486 verkocht aan Jan III van Glymes, heer van Glimes. In de 16e eeuw was de burcht niet langer de woonplaats van de lokale heer en verloor zijn belang. De elementen van de versterking vervielen tot ruïne maar bleven bestaan. Het geheel werd omgevormd tot een hoeve met hoevegebouwen rond de binnenplaats tegen het einde van de 16e eeuw. Halverwege de 17e eeuw viel het goed door overerving toe aan het huis Arenberg..
De middeleeuwse overblijfselen met de resten van de dikke verdedigingsmuren in kwartsiet van Opprebais zijn beschermd als monument. 